# 三重県指定文化財一覧
三重県指定文化財一覧（みえけんしていぶんかざいいちらん）は三重県指定の文化財や史跡等を一覧形式でまとめたものであるが、全てを掲載しているわけではない。

## 有形文化財

### 建造物
- 龍泉寺三門〔松阪市愛宕町〕 1952年3月13日指定[1]
- 寂照寺経蔵〔伊勢市中之町〕 1952年3月13日指定[2]
- 石造宝篋印塔〔いなべ市北勢町川原〕 1953年5月7日指定
- 石造板五輪塔〔津市久居元町〕 1953年5月7日指定
- 御成書院〔桑名市太一丸〕 1955年4月7日指定
- 推敲亭〔桑名市太一丸〕 1955年4月7日指定
- 白山比咩神社本殿〔津市白山町川口〕 1956年12月5日指定
- 白山比咩神社 本殿1棟 八幡社・須賀社1棟 祖霊社1棟 附 周囲石柵〔津市白山町南出山尾田〕 1957年3月29日指定
- 石造九重塔〔伊賀市滝〕 1958年6月9日指定
- 石造宝篋印塔〔津市乙部〕 1958年12月15日指定
- 専修寺山門〔津市一身田町〕 1960年5月17日指定
- 専修寺唐門〔津市一身田町〕 1960年5月17日指定
- 杉谷神社本殿〔名張市大屋戸〕 1960年5月17日指定
- 猪田神社本殿 附 棟札〔伊賀市下郡字宮尻〕 1962年2月14日指定
- 愛宕神社本殿 附 棟札〔伊賀市上野愛宕町〕 1962年2月14日指定
- 銅鳥居〔桑名市本町〕 1965年12月9日指定
- 石造宝塔〔伊賀市上友田〕 1968年4月13日指定
- 観音寺仁王門〔鈴鹿市寺家〕 1972年4月1日指定
- 龍光寺書院〔鈴鹿市神戸〕 1973年3月31日指定[3]
- 専修寺御廟拝堂及唐門〔津市一身田町〕 1974年3月30日指定
- 旧小田小学校本館〔伊賀市小田町〕 1975年3月27日指定
- 常住寺閻魔堂 附 棟札及び同写「再興萬治三康子三月吉祥日の記のあるもの」一枚 「修復元禄三午歳六月廿四日の記のあるもの」一枚 「（明和八年）辛卯年吉祥日の記のあるもの」一枚 「修復安政三丙辰天七月吉祥日の記のあるもの」一枚 「長田村常住寺閻魔堂棟札の寫（嘉永五年）」一通〔伊賀市長田〕 1977年3月28日指定
- 朝田寺山門〔松阪市朝田町〕 1979年3月23日指定
- 朝田寺本堂〔松阪市朝田町〕 1979年3月23日指定
- 慈智院本堂〔津市一身田町〕 1980年3月31日指定
- 旧三重県第三尋常中学校校舎 付 正門〔伊賀市上野丸之内〕 1989年3月27日指定
- 白山比咩神社本殿〔津市白山町山田野字葛上〕 1993年3月8日指定
- 菅原神社楼門・鐘楼〔伊賀市上野東町〕 1993年3月8日指定
- 仏土寺石造多宝塔〔伊賀市東高倉〕 1994年3月9日指定
- 最明寺本堂〔熊野市二木島町〕 1994年3月9日指定
- 旧諸戸家住宅（六華苑） 一番蔵一棟 二番蔵一棟 番蔵棟一棟 旧高須御殿一棟 稲荷社一棟 表門一棟〔桑名市桑名字鷹場〕 1996年3月7日指定
- 春日神社拝殿〔伊賀市川東〕 1996年3月7日指定
- 神宮祭主職舎（旧慶光院） 勝手所一棟 表門一棟〔伊勢市宇治浦田町〕 1997年3月7日指定
- 本竜寺本堂〔熊野市紀和町和気〕 1997年3月7日指定
- 旧小津家住宅 主屋、向座敷・料理場、内蔵、前蔵 附 井戸屋形および便所一棟〔松阪市本町〕 1998年3月17日指定
- 入交家住宅 主屋、長屋門、表屋、土蔵、附 津普請奉行連署書状（寛政九年）一通 新建物帳（文政二年）一冊 屋敷絵図文政元年の記のあるもの一 文政三年の記のあるもの一 年紀のないもの二〔伊賀市上野相生町〕 1998年3月17日指定
- 諸戸（宗）家住宅 煉瓦蔵一棟 附 煉瓦塀三棟 石造溝渠一基〔桑名市桑名字太一丸〕 2000年3月17日指定
- 御城番屋敷 土蔵〔松阪市殿町〕 2003年3月17日指定
- 八幡神社本殿 附 棟札 7枚 延宝五年、享保九年、明和九年、寛政六年、文化十一年、天保二年、天保六年の記があるもの各1枚木造諸尊仏龕〔津市美杉町奥津〕 2005年3月17日指定
- 石薬師寺 薬師堂 附 棟札2枚 寛政元年、寛政六年の記があるもの各1枚〔鈴鹿市石薬師町〕 2007年3月27日指定
- 近長谷寺本堂〔多気郡多気町長谷字城山〕 2009年3月11日指定
- 大五輪の五輪塔〔伊勢市楠部町字大五輪〕 2011年3月10日指定
- 廣禅寺輪蔵〔伊賀市徳居町〕 2011年3月10日指定

### 絵画
- 絹本着色景川和尚像〔員弁郡東員町長深〕 1952年3月13日指定
- 絹本著色真源大沢禅師像〔四日市市市場町〕 1952年3月13日指定
- 絹本著色禅源大済禅師像〔四日市市市場町〕 1952年3月13日指定
- 絹本著色仏涅槃図〔四日市市市場町〕 1952年3月13日指定
- 絹本着色普賢延命菩薩像〔松阪市中町〕 1952年3月13日指定 ※継松寺所有
- 紙本淡彩谷川士清肖像画〔津市乙部〕 1956年5月2日指定 ※津市歴史民俗資料収蔵庫所蔵
- 絹本著色仏涅槃図〔四日市市垂坂町〕 1957年3月29日指定 ※観音寺所有
- 絹本着色羅漢図〔津市広明町〕 1957年3月29日指定 ※三重県立博物館保管
- 金地着色祭礼図屏風〔桑名市伝馬町〕 1957年10月10日指定 ※十念寺所有
- 絹本着色大威徳明王像〔伊賀市滝〕 1958年6月9日指定
- 絹本着色松平定信像〔桑名市吉之丸〕 1958年12月15日指定
- 紙本淡彩白衣観音像〔津市乙部〕 1958年12月15日指定
- 紙本着色北野天神縁起 各巻に応永二六年己亥卯月観阿弥の奥書あり〔名張市大屋戸〕 1960年5月17日指定
- 紙本着色伊勢両宮曼荼羅図〔伊勢市宇治館町〕 1968年3月18日指指定 ※伊勢神宮所有
- 紙本着色十二天画像〔伊賀市東高倉〕 1971年3月17日指定 ※仏土寺所有
- 盂蘭盆経説相図〔松阪市朝田町〕 1972年4月1日指定
- 紙本著色曽我蕭白筆「雪山童子の図」〔松阪市中町〕 1975年3月27日指定 ※継松寺所有
- 絹本著色阿弥陀二十五菩薩来迎図〔多気郡多気町丹生〕 1976年3月31日指定
- 十王図〔伊賀市長田〕 1977年3月28日指定
- 絹本着色仏涅槃図〔伊賀市島ヶ原〕 1978年2月7日指定
- 絹本着色真慧上人像〔津市一身田町〕 1979年3月23日指定 ※専修寺所有
- 紙本著色長谷川等伯筆四季山水図屏風〔伊勢市八日市場町〕 1982年4月27日指定
- 絹本著色阿弥陀二十五菩薩来迎図〔津市上浜町〕 1989年3月27日指定
- 絹本著色如来荒神曼荼羅図〔伊賀市西高倉〕 1989年3月27日指定 ※徳楽寺所有
- 絹本著色星曼陀羅図〔伊賀市長田〕 1992年2月21日指定 ※西蓮寺所有
- 絹本著色兼好法師像〔伊賀市種生〕 1997年3月7日指定
- 勢州稲生村三社絵図〔鈴鹿市稲生西〕 2000年3月17日指定
- 絹本著色釈迦三尊十六善神像〔四日市市日永〕 2005年3月17日指定 ※大聖院所有
- 紙本金地著色伊勢物語図六曲屏風〔多気郡明和町竹川〕 2005年3月17日指定 ※三重県所有、斎宮歴史博物館保管
- 紙本著色源氏物語色紙貼交二曲屏風〔多気郡明和町竹川〕 2005年3月17日指定 ※三重県所有、斎宮歴史博物館保管
- 三十六歌仙扁額〔伊賀市一之宮〕 2005年3月17日指定 ※敢國神社所有
- 紙本著色藤堂虎高像〔伊賀市上野寺町〕 2005年3月17日指定
- 絹本著色地蔵十王図〔伊賀市長田〕 2008年3月19日指定 ※西蓮寺所有
- 無外逸方（北畠政勝）寿像〔松阪市大阿坂町〕 2009年3月11日指定
- 蓮如・如光上人連坐像〔多気郡明和町竹川〕 2009年3月11日指定 ※本宗寺所有、斎宮歴史博物館保管
- 絹本著色両界曼荼羅図〔松阪市中町〕 2010年3月11日指定 ※継松寺所有
- 絹本著色釈迦涅槃図 附 貞享四年銘箱〔熊野市二木島町〕 2010年3月11日指定

### 彫刻
- 石造地蔵菩薩立像 正和三年八月二十四日の銘がある〔津市新家町〕 1953年5月7日指定
- 石造地蔵菩薩立像 正和三年八月の銘がある〔津市川方町〕 1953年5月7日指定
- 石造地蔵菩薩坐像 正和三年八月二十九日の銘がある〔津市牧町〕 1953年5月7日指定
- 木造阿弥陀如来坐像〔度会郡大紀町大内山字間弓〕 1953年5月7日指定
- 木造大日如来坐像 文明十一年文明十三年の銘がある〔三重郡菰野町竹成〕 1954年4月1日指定
- 木造地蔵菩薩坐像〔四日市市羽津山町〕 1954年4月1日指定
- 木造千手観音立像〔桑名市矢田〕 1955年4月7日指定
- 木造誕生釈迦仏立像〔四日市市垂坂町〕 1955年4月7日指定 ※観音寺所有
- 磨崖阿弥陀如来立像〔津市芸濃町楠原〕 1955年4月7日指定
- 磨崖地蔵菩薩立像〔津市芸濃町楠原〕 1955年4月7日指定
- 木造阿弥陀如来坐像〔伊勢市二見町三津〕 1955年4月7日指定
- 銅造千手観音立像〔度会郡玉城町田丸〕 1955年4月7日指定
- 木造大日如来坐像〔伊賀市森寺〕 1955年4月7日指定
- 木造十一面観音立像〔伊賀市島ヶ原〕 1955年4月7日指定 ※観菩提寺所有
- 木造聖観音立像〔伊賀市島ヶ原〕 1955年4月7日指定 ※観菩提寺所有
- 木造地蔵菩薩坐像〔四日市市垂坂町〕 1956年5月2日指定 ※観音寺所有
- 木造薬師如来坐像〔鈴鹿市大久保町〕 1956年5月2日指定
- 磨崖聖観音立像 附 紙本淡彩聖観音立像〔津市芸濃町楠原〕 1956年5月2日指定
- 木造広目天立像〔伊賀市島ヶ原〕 1956年5月2日指定 ※観菩提寺所有
- 木造多聞天立像〔伊賀市島ヶ原〕 1956年5月2日指定 ※観菩提寺所有
- 木造薬師如来坐像〔尾鷲市九鬼町字里地〕 1956年5月2日指定
- 木造薬師如来立像〔津市白山町二本木〕 1956年12月5日指定
- 木造阿弥陀如来坐像〔度会郡大紀町永会〕 1956年12月5日指定
- 木造阿弥陀如来坐像〔四日市市西日野町〕 1957年3月29日指定
- 木造仏頭〔四日市市西日野町〕 1957年3月29日指定
- 木造仏頭〔志摩市志摩町和具〕 1957年3月29日指定
- 木造薬師如来坐像〔員弁郡東員町大字穴太〕 1957年10月10日指定
- 木造愛染明王坐像〔伊勢市岡本〕 1958年1月20日指定 ※世義寺所有
- 木造阿弥陀如来立像〔桑名市東方〕 1958年12月15日指定 ※大福田寺所有
- 能面 附 能衣裳〔鳥羽市鳥羽〕 1958年12月15日指定 ※賀多神社所有
- 木造聖徳太子立像〔津市安濃町安濃〕 1959年7月27日指定
- 木造親鸞聖人坐像 附 紙本墨書順証筆消息一巻〔津市一身田町〕 1959年7月27日指定 ※専修寺所有
- 木造聖徳太子立像〔津市一身田町〕 1959年7月27日指定 ※専修寺所有
- 木造獅子頭 上顎内に永年七年の朱漆銘あり〔桑名市江場〕 1960年5月17日指定
- 木造阿弥陀如来坐像〔伊勢市岩淵〕 1960年5月17日指定 ※光明寺所有
- 木造釈迦如来坐像 貞和二年大仏師堯円の造像銘あり〔鈴鹿市稲生〕 1962年2月14日指定
- 伊奈冨神社神宝 神像 能面 獅子頭〔鈴鹿市稲生西〕 1962年2月14日指定
- 木造男神坐像〔鈴鹿市稲生西〕 1962年2月14日指定 ※神宮寺所有
- 木造神像 男神坐像・女神坐像〔多気郡多気町河田〕 1962年2月14日指定
- 木造薬師如来坐像 造永正四年大宮師定栄及院長の造像銘あり〔志摩市阿児町国府〕 1962年2月14日指定
- 木造毘沙門天立像〔四日市市生桑町〕 1963年1月11日指定 ※千福寺所有
- 上野天神祭供奉面〔伊賀市上野紺屋町〕 1963年9月12日指定
- 上野天神祭供奉面〔伊賀市上野三之西町〕 1963年9月12日指定
- 上野天神祭供奉面〔伊賀市上野相生町〕 1963年9月12日指定
- 木造薬師如来立像〔四日市市垂坂町〕 1964年10月16日指定 ※観音寺所有
- 獅子頭〔度会郡玉城町山神〕 1967年2月10日指定
- 木造薬師如来坐像〔伊賀市伊賀町内保〕 1968年3月18日指定
- 日神石仏群 附 種子碑ほか〔津市美杉町太郎生字日神〕 1969年3月28日指定
- 木造阿弥陀如来坐像・釈迦如来坐像〔伊賀市広瀬〕 1969年3月28日指定
- 木造薬師如来坐像〔北牟婁郡紀北町島勝浦〕 1969年3月28日指定
- 木造阿弥陀如来坐像〔伊賀市下柘植〕 1970年2月25日指定
- 木造天神像〔鈴鹿市国分町〕 1971年3月17日指定
- 木造十一面観音立像〔志摩市志摩町和具〕 1973年3月31日指定
- 木造四天王立像〔伊賀市法花〕 1976年3月31日指定
- 木造弥勒如来坐像〔名張市西田原町〕 1976年3月31日指定 ※弥勒寺所有
- 木造薬師如来坐像〔名張市西田原町〕 1976年3月31日指定 ※弥勒寺所有
- 木造荒神像〔多気郡明和町竹川〕 1977年3月28日指定 ※庫蔵寺所有、斎宮歴史博物館保管
- 木造僧形坐像〔松阪市朝田町〕 1978年2月7日指定
- 木造薬師如来坐像〔いなべ市大安町門前〕 1979年3月23日指定
- 木造阿弥陀如来立像〔津市一身田町〕 1979年3月23日指定 ※専修寺所有
- 岩根の磨崖仏〔伊賀市大内字岩根〕 1979年3月23日指定
- 獅子頭 阿古祢永禄二歳己未五月度会元貞南都宿院作の銘がある〔伊勢市豊川町〕 1982年4月27日指定※茜社所有
- 宇流冨志禰神社能・狂言面〔名張市平尾〕 1984年3月27日指定
- 木造薬師如来坐像〔松阪市船江町〕 1986年4月28日指定
- 木造地蔵菩薩立像〔松阪市新町〕 1987年3月27日指定
- 木造大日如来坐像〔度会郡南伊勢町河内〕 1989年3月27日指定
- 木造薬師如来坐像〔津市白山町川口字瀬古〕 1991年3月26日指定
- 一色町の木造能面 附 能装束16件54点 小道具類9件22点 鏡板類1件7点〔伊勢市一色町〕 1992年2月21日指定
- 木造阿弥陀三尊像〔伊賀市老川〕 1992年2月21日指定
- 木造阿弥陀如来坐像〔津市安濃町太田字具明〕 1993年3月8日指定
- 銅造阿弥陀如来立像〔津市大字垂水〕 1994年3月9日指定
- 木造阿弥陀如来坐像〔津市大字殿村〕 1994年3月9日指定
- 中ノ瀬磨崖仏 伝阿弥陀三尊像3躯 地蔵菩薩立像1躯 不動明王立像1躯〔伊賀市寺田字中ノ瀬〕 1994年3月9日指定 ※大光寺所有
- 木造不動明王立像〔伊賀市柘植町〕 1994年3月9日指定
- 木造阿弥陀如来坐像〔松阪市下七見町〕 1995年3月13日指定
- 木造薬師如来坐像及び両脇侍像〔三重郡菰野町大字菰野〕 1996年3月7日指定
- 木造不動明王立像〔伊賀市長田〕 1996年3月7日指定
- 木造阿弥陀如来坐像〔伊賀市白樫〕 1997年3月7日指定
- 銅造誕生釈迦仏立像〔いなべ市員弁町上笠田〕 1998年3月17日指定
- 銅造誕生釈迦仏立像〔津市一身田町〕 1998年3月17日指定 ※専修寺所有
- 木造如意輪観音坐像〔四日市市六呂見〕 1999年3月17日指定
- 木造阿弥陀如来立像〔亀山市西町〕 1999年3月17日指定
- 木造不動明王立像〔松阪市飯南町下仁柿〕 1999年3月17日指定
- 銅造如来立像〔津市白塚町〕 2000年3月17日指定
- 木造薬師如来坐像〔伊賀市上野丸之内〕 2000年3月17日指定
- 木造十一面観音立像〔津市下弁財町〕 2001年3月27日指定
- 木造観音菩薩坐像・木造勢至菩薩立像〔亀山市西町〕 2002年3月18日指定
- 銅造阿弥陀如来立像〔鈴鹿市神戸二丁目〕 2002年3月18日指定
- 銅造阿弥陀如来立像〔津市中河原〕 2002年3月18日指定
- 木造大日如来坐像〔津市大字垂水〕 2003年3月17日指定
- 木造阿弥陀如来坐像〔伊賀市守田町〕 2003年3月17日指定
- 木造二天立像〔伊賀市山出〕 2004年3月17日指定
- 木造十二神将立像〔伊賀市猪田〕 2004年3月17日指定
- 木造阿弥陀如来立像 附 像内納入文書1巻19枚〔四日市市富田一色町〕 2004年10月18日指定
- 木造聖観音菩薩立像〔伊賀市上野徳居町〕 2005年3月17日指定
- 木造獅子・狛犬〔伊賀市西山〕 2005年3月17日指定
- 木造地蔵菩薩立像〔伊賀市猪田〕 2005年3月17日指定
- 木造不動明王立像〔伊賀市長田〕 2005年3月17日指定 ※西蓮寺所有
- 木造薬師如来坐像〔伊勢市宮後〕 2006年3月17日指定
- 木造聖観音菩薩立像〔伊賀市山出〕 2007年3月27日指定
- 木造千手観音菩薩立像〔伊賀市山出〕 2007年3月27日指定
- 木造阿弥陀如来坐像〔伊賀市長田〕 2007年3月27日指定 ※西蓮寺所有
- 木造薬師如来坐像〔伊賀市長田〕 2007年3月27日指定 ※西蓮寺所有
- 木造十一面観音菩薩立像 像高167.5cm〔多気郡多気町三疋田〕 2009年3月11日指定
- 木造十一面観音菩薩立像 像高178.7cm〔多気郡多気町三疋田〕 2009年3月11日指定
- 木造聖観音菩薩立像〔伊勢市中之町〕 2009年3月11日指定
- 木造薬師如来坐像〔伊勢市楠部町〕 2009年3月11日指定
- 木造薬師如来坐像〔伊勢市楠部町〕 2009年3月11日指定
- 木造深沙大将立像〔鈴鹿市稲生西〕 2017年2月2日指定
- 寺田の石造地蔵菩薩坐像群〔伊賀市寺田〕 2017年2月2日指定

### 工芸品
- 石燈籠〔名張市矢川字小豆〕 1941年9月16日指定
- 石燈籠〔名張市黒田字溜り〕 1941年10月21日指定
- 太刀 銘 一永仁四年七月日助先作〔四日市市中部〕 1952年3月13日指定
- 銅鐘 永享八年丙辰十一月廿五日大工和州葛城友光の銘がある〔鈴鹿市小岐須町〕 1952年7月9日指定 ※桃林寺所有
- 銅鐘 永禄十一戊辰年十一月廿八日藤原朝臣三郎兵衛尉作の銘がある〔松阪市飯南町深野〕 1952年7月9日指定 ※来迎寺 (松阪市飯南町)所有
- 八角銅鐘 天明五年の銘がある〔松阪市飯高町波瀬〕 1953年5月7日指定
- 雲板〔度会郡大紀町大内山字川口〕 1953年5月7日指定
- 鍔口 文安元年の銘がある〔松阪市飯高町粟野〕 1955年4月7日指定
- 鰐口 （長禄四年銘）〔志摩市阿児町立神〕 1955年4月7日指定
- 鰐口 応永三十二年の銘がある〔伊賀市島ヶ原〕 1955年4月7日指定 ※観菩提寺所有
- 短刀 無銘 伝保昌貞宗〔松阪市塚本町〕 1956年5月2日指定
- 鐔〔松阪市塚本町〕 1956年5月2日指定
- 刀 銘 固山宗次〔多気郡明和町明星〕 1956年5月2日指定
- 刀 銘上総介藤原兼重〔桑名市東方〕 1956年12月5日指定
- 石造灯篭〔津市白山町川口〕 1956年12月5日指定
- 石造水舟〔津市美杉町八知〕 1957年10月10日指定
- 笈〔津市一身田町〕 1958年12月15日指定 ※専修寺所有
- 銅鐘〔津市一身田町〕 1958年12月15日指定 ※専修寺所有
- 上野天神祭山車幕〔伊賀市上野鍛冶町〕 1962年2月14日指定
- 上野天神祭山車金具〔伊賀市上野福居町〕 1962年2月14日指定
- 刀 銘正重〔桑名市東方〕 1963年9月12日指定
- 刀 銘村重〔松阪市殿町〕 1964年10月16日指定
- 水晶舎利塔〔伊賀市富永〕 1965年12月9日指定 ※新大仏寺所有
- 短刀 銘雲林院政盛作〔多気郡明和町明星〕 1968年3月18日指定
- 短刀 銘藤正〔桑名市西別所〕 1969年3月28日指定
- 雲板〔度会郡南伊勢町阿曽浦〕 1969年3月28日指定
- 刀 銘正真〔桑名市東方〕 1970年2月25日指定
- 陶製三足壺〔鈴鹿市稲生西〕 1970年2月25日指定
- 銅燈籠〔鈴鹿市寺家〕 1972年4月1日指定 ※観音寺所有
- 陶製神酒徳利〔三重郡朝日町小向〕 1973年3月31日指定
- 刀 銘（表）濃州御勝山住藤原永貞 (裏)萬延元年庚申八月吉日 於洞津鍛山田栄徳君佩刀松井治一郎……〔津市広明町〕 1974年3月30日指定 ※三重県護国神社所有
- 木造台座〔津市美杉町下之川〕 1976年3月31日指定
- 雲版〔伊勢市八日市市場町〕 1977年3月28日指定
- 木造厨子 附 木造閻魔坐像〔伊賀市長田〕 1977年3月28日指定
- 短刀 〔銘（表）正重 （裏）多度山権現〕〔桑名市多度町多度〕 1978年2月7日指定 ※多度大社所有
- 太刀 銘 勢州桑名住藤原勝吉〔桑名市多度町多度〕 1979年3月23日指定 ※多度大社所有
- 陶製燈籠 萬延元年庚申年射和萬古窯製の刻銘がある〔四日市市安島〕 1982年4月27日指定
- 刀 銘荘司筑前大掾藤直胤（花押）弘化四年八月吉日応竹川緑麿需作之（刻印） 附 革巻半太刀拵〔松阪市射和町〕 1982年4月27日指定
- 薙刀 銘 大慶直胤（花押）文化七年重陽日依竹川政信需作之 茎に三ヶ月刻印がある 附 黒漆塗鞘〔松阪市射和町〕 1982年4月27日指定
- 脇差 銘 七十八翁藤直胤（花押）安政二年十一月日応竹川緑麿需作之 附 黒漆変り塗拵〔松阪市射和町〕 1982年4月27日指定
- 六地蔵石幢〔多気郡明和町笛川〕 1987年3月27日指定
- 鰐口〔多気郡多気町五桂〕 1992年2月21日指定
- 唐冠形兜（含頬当）〔伊賀市上野丸之内〕 1994年3月9日指定
- 如来形坐像懸仏〔志摩市磯部町五知〕 1996年3月7日指定 ※福寿寺所有
- 鰐口 附 由縁書 1通〔伊賀市古郡〕 1996年3月7日指定
- 梵鐘〔伊賀市山出〕 1998年3月17日指定
- 鉄製宝篋印塔 附 納入品一括 13件 銅製経筒（外容器）1口 金銅板（壱）1枚 金銅板（貳）1枚 金銅板（参）1枚 金銅板（四）1枚 金銅板1枚 銅製経筒（内容器）1口 白銅御正体（大日如来種子）鏡1面 金銅板帯1枚 鋳銅製如来形坐像1駆 仏舎利1包4粒 環状銅製品1点 経石18点〔松阪市飯南町向粥見本郷（宝篋印塔） 松阪市外五曲町1番地 松阪市文化財センター（納入品一括）〕 1999年10月7日指定
- 石造六地蔵笠塔婆〔津市美杉町下多気〕 2000年3月17日指定
- 奥知勇収集古伊賀・古信楽器物類 一括〔伊賀市上野丸之内〕 2002年3月18日指定
- 短刀 銘 藤正〔四日市市安島〕 2006年3月17日指定
- 林コレクション萬古焼〔四日市市安島〕 2006年3月17日指定
- 槍 銘 雲林院住包治〔四日市市安島〕 2007年3月27日指定 ※四日市市立博物館所蔵
- 脇差 銘 伊賀国宗近 永正元年六月日〔伊賀市上野丸之内〕 2008年3月19日指定
- 津綟子肩衣〔津市広明町〕 2009年3月11日指定 ※三重県立博物館所蔵
- 木製黒漆塗観音浄土彩絵厨子 附 陶製観音菩薩坐像〔伊賀市三田〕 2009年3月11日指定 ※三田寺所有

### 書跡
- 紙本墨書大般若経 仁平元年四月廿三日甲子日始至干廿六日丁卯書華の銘があるもの〔四日市市市場町〕 1952年3月13日指定
- 紙本墨書大般若経 建保二年十二月廿八日の校合銘がある〔度会郡南伊勢町五ヶ所浦〕 1954年4月1日指定
- 紙本墨書大般若経 僧道円一筆経〔伊勢市二見町松下〕 1954年4月12日指定
- 紺紙金銀阿惟越致遮経 巻下（中尊寺経）〔桑名市京町〕 1955年4月7日指定 ※桑名市博物館所蔵
- 紙本墨書大般若経 附 経櫃六個 帙箱六十個〔伊勢市村松町〕 1955年4月7日指定
- 紙本墨書大般若経〔志摩市阿児町立神〕 1955年4月7日指定
- 鐔拓本集 中村覚太夫編〔桑名市福島町〕 1956年5月2日指定
- 紙本墨書真盛自筆消息 二月七日付盛算あて 二月十日付〔津市乙部〕 1971年3月17日指定
- 布帛墨書真盛筆戸帳名号〔津市白山町上ノ村〕 1971年3月17日指定 ※成願寺所有
- 紙本墨書真盛自筆消息 二月十七日盛音坊あて〔松阪市白粉町〕 1971年3月17日指定
- 紙本墨書真盛自筆消息 二月十九日盛伝あて〔伊賀市長田〕 1971年3月17日指定 ※西蓮寺所有
- 本居宣長関係資料〔松阪市殿町〕 1974年3月30日指定 ※本居宣長記念館所蔵
- 紙本墨書荒木田守武連歌等稿本類〔伊勢市宇治館町〕 1977年3月28日指定 ※伊勢神宮所有
- 松尾芭蕉関係資料〔伊賀市上野丸之内〕 2002年3月18日指定 ※芭蕉翁記念館所蔵
- 谷川士清関係資料 附 谷川順端（義章）書状など6通〔津市垂水〕 2003年3月17日指定 ※石水博物館所蔵
- 本居宣長自筆書状 本居宣長書状4巻89通 賀茂真淵宛書状案1巻1通〔津市垂水〕 2003年3月17日指定

### 典籍
- 近世初期上方子供絵本 附 実用書2冊 瓦版1枚 紙袋2点 反古紙一括189枚 絵巻写1巻〔松阪市射和町〕 1991年3月26日指定
- 宗国史（崇廣堂本）〔伊賀市上野丸之内〕 2007年3月27日指定
- 永保記事略並びに同拾遺（藤堂采女家旧蔵本）〔伊賀市上野丸之内〕 2008年3月19日指定
- 永保記事略附録（藤堂采女家旧蔵本）〔名張市丸之内〕 2008年3月19日指定
- 廳事類編（藤堂采女家旧蔵本）〔伊賀市上野丸之内〕 2009年3月11日指定 ※伊賀市上野図書館所蔵
- 斎宮女御集（資経本）〔多気郡明和町竹川〕 2010年3月11日指定 ※三重県所有、斎宮歴史博物館保管
- 斎宮女御集（正般所蔵本）〔多気郡明和町竹川〕 2010年3月11日指定 ※三重県所有、斎宮歴史博物館保管
- 三国地志（藤堂采女家旧蔵本） 附 伊賀国式社考〔伊賀市上野丸之内〕 2010年3月11日指定

### 書跡・典籍
- 紙本墨書大般若経 元暦元年の書写銘がある〔度会郡南伊勢町古和浦〕 1954年4月1日指定
- 紙本墨書末代念仏授手印〔伊賀市上野寺町〕 1962年2月14日指定
- 紙本墨書大般若経〔志摩市志摩町片田〕 1964年10月16日指定
- 紙本墨書神道五部書の内 伊勢二所皇太神御鎮座伝記 豊受皇太神御鎮座本紀 天照坐伊勢二所皇太神宮御鎮坐次第記〔伊勢市宇治館町〕 1979年3月23日指定 ※伊勢神宮所有

### 文書
- 紙本墨書古文書〔津市広明町〕 1952年3月13日指定 ※三重県立博物館所蔵
- 紙本墨書石上寺文書〔亀山市和田町〕 1953年5月7日指定
- 紙本墨書結城神社文書〔津市藤方〕 1953年5月7日指定
- 紙本墨書竃方古証文 附 古枡及び竹概〔度会郡南伊勢町〕 1953年5月7日指定
- 紙本墨書古和文書〔度会郡南伊勢町古和浦〕 1953年5月7日指定
- 紙本墨書成願寺文書〔津市白山町上ノ村〕 1956年5月2日指定
- 紙本墨書西黒部文書〔松阪市川井町〕 1956年12月5日指定
- 紙本墨書神事頭番帳〔多気郡多気町井内林〕 1956年12月5日指定
- 紙本墨書安養寺文書〔多気郡明和町上野〕 1958年12月15日指定
- 紙本墨書癡兀大恵印信 附 紙本墨書空然印信及び合行図 紙本墨書寂誉印信〔多気郡明和町上野〕 1958年12月15日指定
- 紙本墨書光明寺文書〔伊勢市岩淵〕 1960年5月17日指定
- 紙本墨書国崎文書〔鳥羽市国崎町〕 1960年5月17日指定
- 紙本墨書尾鷲大庄屋文書〔尾鷲市中村町〕 1960年5月17日指定 ※尾鷲市中央公民館保管
- 棟札〔津市芸濃町雲林院〕 1963年1月11日指定
- 須賀利浦方文書〔尾鷲市中村町〕 1967年2月10日指定 ※尾鷲市中央公民館保管
- 紙本墨書御塩殿文書 附 荒木田氏顕書写御塩殿古文書 二見郷刀祢職譲状他〔伊勢市宇治館町〕 1969年3月28日指定 ※伊勢神宮所有
- 紙本墨書真盛自筆消息　二月十七日盛音坊あて〔松阪市白粉町〕 1971年3月17日指定
- 紙本墨書射和寺文書〔松阪市射和町〕 1972年4月1日指定
- 古文書（貞観五年民部省勘文案ほか）一巻一幅、二巻一幅〔津市大字垂水〕 1975年3月27日指定
- 大湊古文書〔伊勢市大湊町〕 1980年3月31日指定
- 酒井神社文書〔鈴鹿市郡山町〕 1981年3月30日指定
- 伊奈冨神社棟札〔鈴鹿市稲生西〕 1987年3月27日指定
- 大淀村二天八王子社神事頭番帳〔多気郡明和町大淀乙〕 1987年3月27日指定
- 種生神社棟札〔伊賀市種生〕 1992年2月21日指定
- 白井家文書 若狭時代文書30通 藤堂家臣時代文書39通 藩主関係文書26通 附 丹後国長泉寺由緒書写1巻 白井市郎兵衛家蔵古文書写1冊 藤堂高敏書状写1通 武田元光書状付属文書3件〔伊賀市〕 2001年3月27日指定
- 紙本墨書佐藤文書〔津市垂水〕 2002年3月18日指定 ※石水博物館所蔵
- 浄眼寺文書 附 村上源氏北畠系図、神明三物記各1巻〔松阪市大阿坂町〕 2009年3月11日指定

### 歴史資料
- 松浦武四郎関係資料〔松阪市小野江町〕 1992年2月21日指定 ※松浦武四郎記念館所蔵
- 藤堂藩伊賀作事方関連文書 規矩尺集8巻8冊・規矩之萬記1冊・伊賀作事方関係施設図81枚 附 七代喜右衛門直道手帳1冊・諸事控1冊・薬師堂表門十分之一下図1枚・東京牛島屋敷図2枚・建築雛形本10種18冊・書盒「規矩尺集 伊賀作事方所蔵」の表記があるもの1・「絵図伊賀作事方所蔵」の表記があるもの1〔伊賀市上野玄蕃町〕 2005年3月17日指定
- 射和文庫並びに竹川竹斎関係資料〔松阪市射和町〕 2009年3月11日指定
- 三重県行政文書〔津市栄町〕 2010年3月11日指定
- 岡寺版集帖板木 並びに 関係資料〔松阪市中町〕 2010年3月11日指定 ※継松寺所有

### 考古資料
- 銅鐸〔四日市市安島〕 1952年3月13日指定 ※菟上耳利神社所有 四日市市立博物館保管
- 漆経塚出土品 経筒二個 銅鏡十二面 磁器三個 古銭二個 刀子、経巻軸、土器破片一括〔津市美杉町下多気漆〕 1952年3月13日指定
- 八代神社神宝（銅鏡2面、陶磁器5個）〔鳥羽市神島町中ノ山〕 1952年3月13日指定
- 鳳凰寺の出土品 仿乳文鏡二面 硬石勾玉二個 瑪瑙勾玉一個 瑠璃丸玉八個 碧玉管玉五個 鉄鎌一個 鉄斧一個 提瓶二個 蓋付壺一個 ハソウ一個 子持ハソウ一個 蓋坏二個 長頸瓶一個 横瓶一個〔伊賀市鳳凰寺字轟〕 1952年7月9日指定
- 陶経筒 承安二年八月十六日の銘がある〔多気郡多気町丹生〕 1954年4月1日指定 ※神宮寺所有
- 石棺〔津市一志町井関〕 1955年4月7日指定
- 水晶製舎利塔 附 陶製壺1個〔津市白山町川口〕 1956年12月5日指定
- 銅鐸（野田出土）〔津市一身田町〕 1967年2月10日指定 ※専修寺所有
- 石造板碑〔伊賀市白樫〕 1975年3月27日指定
- 仏土寺出土品 水晶製舎利塔1個 陶製壺1個〔伊賀市東高倉〕 1985年3月27日指定
- 銅経筒 附 法華経残欠一括 木札一枚〔伊賀市長田〕 1992年2月21日指定
- 埴製枕〔志摩市阿児町神明〕 1995年3月13日指定
- 常光坊谷4号墳出土品〔松阪市外五曲町〕 1997年3月6日指定
- 木簡(柚井遺跡出土第1号)〔桑名市京町〕 2000年3月17日指定 ※桑名市博物館所蔵
- 木簡(柚井遺跡出土第2号)〔伊勢市神田久志本町〕 2000年3月17日指定 ※皇學館大学所有
- 金銅装頭椎大刀〔多気郡明和町馬之上〕 2001年3月27日指定
- 鳥居古墳出土押出仏・塼仏〔津市広明町〕 2002年3月18日指定 ※三重県立博物館所蔵
- 鹿角装大刀〔志摩市志摩町御座〕 2002年3月18日指定
- 御墓山窯跡出土宮殿形陶製品〔伊賀市上野丸之内〕 2002年3月18日指定 ※上野歴史民俗資料館所蔵
- 夏見廃寺出土塼仏〔津市広明町〕 2003年3月17日指定 ※三重県立博物館所蔵
- 馬形埴輪（石薬師東古墳群63号墳出土）〔多気郡明和町竹川〕 2003年3月17日指定 ※三重県埋蔵文化財センター保管
- 夏見廃寺出土塼仏・塑像〔名張市夏見字赤坂〕 2003年3月17日指定 ※名張市教育委員会
- 土偶（粥見井尻遺跡出土）〔松阪市飯南町粥見字井尻〕  2000年6月12日指定 ※三重県埋蔵文化財センター保管
- 弥生土器広口壺（三津遺跡出土）〔伊勢市二見町三津〕 2004年3月17日指定
- 雲出島貫遺跡中世墓出土品 腰刀1口・漆塗小箱1合・方形鏡1面・青磁椀2口・白磁椀1口・白磁皿4口・鉄製座金具2箇・鉄製合釘2箇・鉄製角釘22箇〔多気郡明和町竹川〕 2005年3月17日指定 ※三重県埋蔵文化財センター保管
- 初期須恵器・韓式系土器（六大A遺跡出土）〔多気郡明和町竹川〕 2006年3月17日指定 ※三重県埋蔵文化財センター保管
- 磨製石斧製作関係資料一括（宮山遺跡出土）〔多気郡明和町竹川〕 2007年3月27日指定 ※三重県埋蔵文化財センター保管
- 木造赤坂遺跡出土陶質土器〔多気郡明和町竹川〕 2009年3月11日指定 ※三重県埋蔵文化財センター保管
- ワキ塚1・2号墳出土品〔伊賀市比土〕 2010年3月11日指定

## 無形文化財

### 工芸技術
- 桑名萬古（赤絵）〔桑名市〕 2001年3月27日指定

### 芸能
- 亀山藩御流儀心形刀流武芸形〔亀山市本丸町〕 1975年3月27日指定

## 民俗文化財

### 有形民俗文化財
- 蝙蝠堂民俗玩具〔四日市市富田〕 1956年5月2日指定
- 鯨船山車〔四日市市南納屋町〕 1956年12月5日指定
- 宮古の石風呂〔度会郡玉城町宮古〕 1965年12月9日指定
- 刻限日影石〔いなべ市員弁町笠田新田〕 1967年2月10日指定
- 尾鷲神社獅子頭〔尾鷲市北浦町〕 1968年3月18日指定
- 三重県水産図解 三重県水産図説〔津市広明町〕 1969年3月28日指定
- 道楽神石塔〔度会郡度会町栗原〕 1969年3月28日指定
- 参宮講看板 附 たわら屋看板〔伊賀市阿保〕 1970年2月25日指定 ※初瀬街道交流の館たわらや
- 自筆本桑名日記 自筆本柏崎日記〔桑名市京町〕 1971年3月17日指定 ※桑名市博物館所蔵
- 獅子頭〔度会郡度会町下久具〕 1972年4月1日指定
- 柏尾頭番帳〔伊賀市柏尾〕 1973年3月31日指定
- 江島若宮八幡神社絵馬群〔鈴鹿市東江島町〕 1975年3月27日指定
- 大入道山車〔四日市市中納屋町〕 1976年3月31日指定
- 紙漉き用具一式(20点)〔名張市桜ヶ丘〕 1976年3月31日指定
- 越賀の舞台〔志摩市志摩町越賀〕 1978年2月7日指定
- 八鬼山町石及び石造三宝荒神立像、石造不動明王立像〔尾鷲市南浦〕 1978年2月7日指定
- 鯨の供養塔〔熊野市二木島町〕 1979年3月23日指定
- 紙本著色熊野観心十界曼荼羅 紙本著色那智参詣曼荼羅〔津市大字南河路〕 1991年10月23日指定
- 紙本著色熊野観心十界曼荼羅〔伊勢市小俣町元町〕 1991年10月23日指定
- 賀多神社能舞台（組立式）〔鳥羽市鳥羽〕 1994年3月9日指定
- 春日神社雨乞願解大絵馬 附 相撲板番付5点〔伊賀市川東〕 1999年3月17日指定
- 朝鮮通信使行列図染絵胴掛〔鈴鹿市神戸〕 2000年3月17日指定
- 徳蓮寺の小絵馬〔桑名市多度町下野代〕 2003年3月17日指定
- 諸手船〔南牟婁郡紀宝町鵜殿〕 2006年10月27日指定

### 無形民俗文化財
- 敢国神社の獅子舞〔伊賀市一之宮〕 1954年4月1日指定
- 正月堂の修正会〔伊賀市島ヶ原〕 1954年4月1日指定
- 伊奈冨神社の獅子神楽〔鈴鹿市稲生西〕 1963年1月11日指定
- 椿神社の獅子神楽〔鈴鹿市山本町〕 1963年1月11日指定
- 馬瀬の狂言〔伊勢市馬瀬町〕 1963年1月11日指定
- 勝手神社の神事踊〔伊賀市山畑〕 1963年1月11日指定
- 円座の羯鼓踊〔伊勢市円座町〕 1964年10月16日指定
- 佐八の羯鼓踊〔伊勢市佐八町〕 1964年10月16日指定
- 山神の獅子舞〔度会郡玉城町山神〕 1965年12月9日指定
- 本郷の羯鼓踊〔松阪市飯南町向粥見本郷〕 1967年2月10日指定
- 棚橋の御頭神事〔度会郡度会町棚橋〕 1968年3月18日指定
- 花の窟のお綱かけ神事〔熊野市有馬町〕 1969年3月28日指定
- 香良洲町の宮踊〔津市香良洲町〕 1970年2月25日指定
- 猿田彦神社の御田祭〔伊勢市宇治浦田町〕 1971年3月17日指定
- 伊勢神宮の御田祭〔伊勢市楠部町〕 1971年3月17日指定
- 波切のわらじ曳き〔志摩市大王町波切〕 1971年3月17日指定 ※波切神社
- かんこ踊〔松阪市小阿坂町〕 1973年3月31日指定
- かんこ踊〔松阪市松崎浦町・松ヶ島町新出〕 1973年3月31日指定
- かんこ踊〔松阪市猟師町〕 1973年3月31日指定
- オンナイ念仏会〔鈴鹿市三日市〕 1975年3月27日指定
- 牛蒡祭〔津市美杉町下之川〕 1975年3月27日指定
- 東大淀の御頭神事〔伊勢市東大淀町〕 1977年3月28日指定
- ゲーター祭〔鳥羽市神島町〕 1977年3月28日指定
- 多度大社 上げ馬神事〔桑名市多度町多度〕 1978年2月7日指定 ※多度大社
- 植木神社祇園祭〔伊賀市平田〕 1979年3月23日指定
- 二木島祭〔熊野市二木島町、甫母町、二木島里町〕 1981年3月30日指定
- 一之瀬獅子神楽〔度会郡度会町南中村 脇出 和井野 市場〕 1983年3月28日指定
- 唐人踊 附 大幟1流〔津市東丸之内〕 1991年3月26日指定
- 和谷式神楽〔伊勢市一色町〕 1991年3月26日指定
- ささら踊り〔志摩市阿児町立神〕 1995年3月13日指定
- 猪名部神社 上げ馬神事〔員弁郡東員町大字北大社〕 2002年3月18日指定
- 国崎の熨斗鰒づくり〔鳥羽市国崎町〕 2004年10月18日指定
- 射和祇園祭の屋台行事〔松阪市射和町〕 2005年10月17日指定
- 陽夫多神社祇薗祭の願之山行事〔伊賀市馬場〕 2009年3月11日指定

### 記録作成等の措置を講ずべき無形の民俗文化財（県選択）
- かっこ踊（地域を定めず）1958年12月15日選択
- 御頭神事（地域を定めず）1958年12月15日選択
- 唐人おどり〔鈴鹿市東玉垣町〕 1997年9月10日選択
- 屋台行事〔鈴鹿市白子〕 1997年9月10日選択
- 八幡神社の若子祭〔名張市滝之原〕 2001年2月21日選択
- 松尾町の額取〔鳥羽市松尾町〕 2002年2月18日選択
- 一ノ井の松明調進行事〔名張市赤目町一ノ井〕 2002年2月18日選択
- 尾鷲ヤーヤ祭〔尾鷲市〕 2002年11月3日選択
- 切原富士講〔度会郡南伊勢町切原〕 2004年9月28日選択
- 答志寝屋子制度〔鳥羽市答志町答志地区〕 2007年2月28日選択

## 記念物

### 史跡
- 志摩国分寺跡〔志摩市阿児町国府〕 1936年1月22日指定
- 浜島古墳〔志摩市浜島町目戸山〕 1937年7月2日指定
- 石薬師の一里塚跡〔鈴鹿市上野町〕 1937年8月27日指定
- 車塚〔伊賀市荒木〕 1937年9月24日指定
- 沼波弄山墓 附 沼波家墓所〔桑名市新町〕 1937年10月13日指定
- 松平定綱及一統之墓所〔桑名市東方〕 1937年10月13日指定
- 伊勢寺跡〔松阪市伊勢寺町世古〕 1937年11月5日指定
- 大河内城跡〔松阪市大河内町城山〕 1937年11月5日指定
- 富田の一里塚跡〔四日市市富田〕 1937年11月10日指定
- 白鳥塚古墳〔鈴鹿市石薬師町北松塚〕 1937年11月10日指定 ※加佐登神社
- 神戸銅鐸発掘地〔津市神戸〕 1937年11月10日指定
- 神戸城跡〔鈴鹿市神戸〕 1937年12月14日指定
- 二木島の一里塚〔熊野市二木島町〕 1937年12月20日指定
- 旧麗澤舎〔伊賀市柘植町〕 1938年1月21日指定
- 五ヶ所城 附 愛州氏居館跡及墳墓〔度会郡南伊勢町五ヶ所浦字城山〕 1938年2月7日指定
- 真盛上人誕生地〔津市一志町大仰〕 1938年2月17日指定
- 日永の追分〔四日市市追分〕 1938年4月12日指定
- 日永一里塚跡〔四日市市日永〕 1938年4月12日指定
- 鍵屋の辻〔伊賀市小田町〕 1938年4月16日指定
- 平氏発祥伝説地〔津市産品〕 1939年3月25日指定
- 橘守部誕生地遺跡〔三重郡朝日町小向〕 1939年4月28日指定
- 弘長供養碑及附属供養碑〔津市美杉町三多気〕 1940年9月24日指定
- 西蓮寺の供養塔〔伊賀市長田〕 1940年9月24日指定
- 北畠具教三瀬館跡〔多気郡大台町三瀬字大戸地〕 1941年5月2日指定
- 天武天皇迹太川御遥拝所跡〔四日市市大矢知町〕 1941年5月21日指定
- 孝女登勢墓〔津市安濃町連部〕 1941年5月21日指定
- 九鬼嘉隆墓〔鳥羽市答志町字筑上〕 1941年5月22日指定
- 猪田神社古墳 附 古井〔伊賀市猪田〕 1941年7月30日指定
- 日本武尊尾津前御遺蹟〔桑名市多度町御衣野〕 1941年8月16日指定
- 雲林院井堰〔津市芸濃町雲林院〕 1941年9月16日指定
- 伊勢安国寺跡〔四日市市西日野町〕 1941年9月26日指定
- 霊山山頂遺跡〔伊賀市下柘植字道山〕 1941年9月26日指定
- 坂手村砲台跡〔鳥羽市坂手町字田ノ崎〕 1941年10月21日指定
- 桑名城跡〔桑名市吉之丸〕 1942年1月17日指定
- 教倫堂跡〔鈴鹿市神戸〕 1942年4月27日指定 ※県立神戸高等学校
- 鳳凰寺跡〔伊賀市鳳凰寺字轟〕 1942年5月16日指定
- 松坂城跡〔松阪市殿町〕 1952年7月9日指定
- 旧亀山城多聞楼〔亀山市本丸町〕 1953年5月7日指定
- 田丸城跡〔度会郡玉城町田丸字城郭〕 1953年5月7日指定
- 名張藤堂家邸跡〔名張市丸之内〕 1953年5月7日指定
- 大内山の一里塚〔度会郡大紀町大内山〕 1955年4月7日指定
- 松ヶ島城跡〔松阪市松ヶ島町〕 1956年12月5日指定
- 七里の渡〔桑名市船場町〕 1958年12月15日指定
- 千種城跡〔三重郡菰野町千草〕 1963年1月11日指定
- 旧越賀村郷蔵〔志摩市志摩町越賀字城山徳〕 1964年10月16日指定
- 鳥羽城跡〔鳥羽市鳥羽〕 1965年12月9日指定
- 大日堂境内の五百羅漢〔三重郡菰野町竹成〕 1967年2月10日指定
- 福地城跡〔伊賀市柘植町〕 1968年3月18日指定
- 広古墳A群〔四日市市大鐘町〕 1969年3月28日指定
- 峯城跡〔亀山市川崎町森〕 1969年3月28日指定
- おじょか古墳〔志摩市阿児町志島〕 1969年3月28日指定
- 杉谷遺跡〔三重郡菰野町杉谷〕 1970年2月25日指定
- 坂倉遺跡〔多気郡多気町東池上字坂倉〕 1975年3月27日指定
- 三瀬砦跡〔多気郡大台町下三瀬字川之上〕 1975年3月27日指定
- 寺音寺古墳〔伊賀市炊村字滝ノ鼻〕 1978年2月7日指定
- 鹿伏兎城跡〔亀山市加太市場〕 1981年3月30日指定
- 久保古墳〔松阪市久保町字草山〕 1981年3月30日指定
- 東の追分・西の追分〔亀山市関町〕 1982年4月27日指定
- 神戸の見付〔鈴鹿市神戸〕 1988年3月26日指定
- 月本追分〔松阪市中林町〕 1988年3月26日指定
- 城之越遺跡〔伊賀市比土字城之越〕 1992年2月21日指定
- 真盛廟〔伊賀市長田〕 1995年3月13日指定 ※西蓮寺
- 粥見井尻遺跡〔松阪市飯南町粥見字井尻〕 2000年6月19日指定
- 坂本古墳群〔多気郡明和町大字坂本字西垣外〕 2004年1月19日指定
- 藤堂高久公墓所〔伊賀市長田〕 2004年3月17日指定
- 津城跡〔津市丸之内〕 2005年3月17日指定
- 有節萬古窯跡〔三重郡朝日町小向〕 2006年3月17日指定
- 琴平山古墳〔名張市赤目町壇字横山〕 2006年3月17日指定
- 縄生廃寺〔三重郡朝日町縄生〕 2007年3月27日指定
- 諸戸水道貯水池遺構 附 図面〔桑名市東方〕 2008年3月19日指定
- 水車谷鉱山跡〔熊野市紀和町楊枝川字入会山〕 2009年3月11日指定

### 名勝
- 二見浦〔伊勢市二見町茶屋〕 1936年1月22日指定
- 稲生山の躑躅〔鈴鹿市稲生西〕 1937年6月30日指定
- 宮川堤〔伊勢市中島町・宮川町〕 1937年6月30日指定
- 瑞巖寺庭園〔松阪市岩内町〕 1937年10月13日指定
- 法泉寺庭園〔多気郡多気町相可字枯木狭間〕 1937年11月12日指定
- 大平山の躑躅〔度会郡大紀町崎〕 1939年3月25日指定
- 伊勢山上〔松阪市飯福田町〕 1952年8月8日指定
- 伊奈冨神社庭園〔鈴鹿市稲生西〕 1982年4月27日指定

### 天然記念物
- 鈴鹿山の鏡岩(鏡肌)〔亀山市関町坂下字鈴鹿山〕 1936年1月22日指定
- 和具大島暖地性砂防植物群落〔志摩市志摩町和具大島〕 1936年1月22日指定
- 七保のおはつきいてふ〔度会郡大紀町野原 旧七保第一小学校〕 1936年1月22日指定
- 引作の大クス〔南牟婁郡御浜町引作字宮本 引作神社境内〕 1936年1月22日指定
- 長瀬ノ左巻榧〔名張市長瀬〕 1936年4月2日指定
- 宗英寺の公孫樹〔亀山市南野町〕 1937年7月12日指定
- 松下社の大樟〔伊勢市二見町松下〕 1937年11月10日指定
- 尾鷲神社の大樟〔尾鷲市北浦町〕 1937年11月12日指定
- 西村廣休宅趾ノふう樹〔多気郡多気町相可〕 1937年11月18日指定
- 榊原の貝石山〔津市榊原町字岡〕 1937年12月27日指定
- 小川郷の火打石〔度会郡度会町火打石字彦山〕 1938年3月17日指定
- 宇気比神社樹叢〔志摩市浜島町浜島〕 1938年4月7日指定
- アヤマスズ自生地〔伊賀市西高倉字大谷山〕 1939年5月5日指定
- 石薬師の蒲櫻〔鈴鹿市上野町〕 1939年8月10日指定
- 真福院のケヤキ〔津市美杉町三多気字蟻ノ谷〕 1940年8月8日指定
- 道方の浮島〔度会郡南伊勢町道方字池ノ田〕 1940年9月3日指定
- 国津神社の欅〔津市美杉町太郎生字瑞穂〕 1940年9月16日指定
- ハマナツメ群落〔度会郡南伊勢町道行竈〕 1940年9月17日指定
- 長徳寺の龍王櫻〔津市芸濃町雲林院字浦ノ谷〕 1941年2月1日指定
- 柳谷の貝石山〔津市美里町三郷字松尾〕 1941年2月13日指定
- 徳司神社樹叢〔熊野市新鹿町字宮〕 1941年3月7日指定
- 野見坂の地層褶曲〔度会郡南伊勢町道方〕 1941年10月14日指定
- 神内神社樹叢〔南牟婁郡紀宝町神内字近石〕 1941年12月2日指定
- 美鹿の神明杉〔桑名市多度町美鹿〕 1943年4月22日指定
- 西の城戸の柊〔鈴鹿市国府町〕 1943年7月9日指定
- いせぎく（地域を定めず）1952年3月13日指定
- いせしょうぶ（地域を定めず）1952年3月13日指定
- いせなでしこ（地域を定めず）1952年3月13日指定
- きりしまみどりしじみ〔三重郡菰野町菰野〕 1953年5月7日指定
- 矢頭の大杉〔津市一志町波瀬〕 1953年5月7日指定
- 島勝神社樹叢〔北牟婁郡紀北町島勝浦中ノ郷〕 1953年5月7日指定
- 市木のいぶき〔南牟婁郡御浜町下市木字大久保〕 1953年5月7日指定 ※近畿大学所有
- 大杉谷の大杉〔多気郡大台町大杉字小森山〕 1955年4月7日指定
- 奈佐のヤマトタチバナ〔鳥羽市桃取町奈佐〕 1955年4月7日指定
- 楠路脇のヤマトタチバナ〔鳥羽市桃取町楠路脇〕 1955年4月7日指定
- 獅子島の樹叢〔度会郡南伊勢町五ヶ所浦〕 1955年4月7日指定
- 西沢ののはなしょうぶ群落〔伊賀市西之澤字野々奥〕 1955年4月7日指定
- 鈴島暖地性植物群落〔北牟婁郡紀北町三浦〕 1956年5月2日指定
- 野登山のブナ林〔亀山市安坂山町字野登山〕 1956年12月5日指定 ※野登寺所有
- 矢ノ川陰谷樹叢〔尾鷲市大字南浦〕 1957年3月29日指定
- おおだいがはらさんしょううお（地域を定めず）1958年12月15日指定
- 法然寺の鉄魚〔尾鷲市三木里町〕 1958年12月15日指定
- 入道岳いぬつげ及びあせび群落〔鈴鹿市小岐須町〕 1962年2月14日指定
- 鎌ヶ岳ブナ原始林〔三重郡菰野町菰野〕 1963年1月11日指定
- 長太の大楠〔鈴鹿市南長太町〕 1963年1月11日指定
- 栃ヶ池湿地植物群落〔多気郡多気町野中字成川 栃ヶ池〕 1963年9月12日指定
- 見江島いわつばめ棲息地〔度会郡南伊勢町道行竈字見江島〕 1963年9月12日指定
- 豊浦神社社叢〔北牟婁郡紀北町三浦及豊浦〕 1963年9月12日指定
- 長島神社社叢〔北牟婁郡紀北町長島〕 1963年9月12日指定
- フウラン群生地〔北牟婁郡紀北町東長島〕 1963年9月12日指定
- 九木崎樹叢〔尾鷲市九鬼町〕 1964年10月16日指定
- 小岐須の屏風岩〔鈴鹿市小岐須町池の谷〕 1965年12月9日指定
- 鷲嶺の水穴〔伊勢市矢持町下村字古屋〕 1965年12月9日指定
- 水屋の大クス〔松阪市飯高町赤桶宮東〕 1967年2月10日指定
- 飛鳥神社樹叢〔尾鷲市曽根町〕 1967年2月10日指定
- 覆盆子洞〔伊勢市矢持町菖蒲字冷水〕 1968年3月18日指定
- 造礁サンゴ群生地〔北牟婁郡紀北町鈴島・丸山・赤野島周辺〕 1968年3月18日指定
- 川俣神社のスダジイ〔鈴鹿市庄野町〕 1969年3月28日指定
- 佐波留島〔尾鷲市大字南浦〕 1969年3月28日指定
- アイナシ〔鈴鹿市国府町〕 1972年4月1日指定 ※府南寺所有
- 霊山のイヌツゲ及びアセビ群生地〔伊賀市下柘植〕 1973年3月31日指定
- 奥山愛宕神社のブナ原生林〔伊賀市勝地〕 1973年3月31日指定
- 奥郷の寒椿「獅子頭」〔三重郡菰野町千草〕 1976年3月31日指定
- 篠立の風穴〔いなべ市藤原町篠立〕 1977年3月28日指定
- 東平寺のシイノキ樹叢〔津市美杉町八知比津 東平寺境内〕 1978年2月7日指定
- 丸山庫蔵寺のイスノキ樹叢〔鳥羽市河内町〕 1978年2月7日指定
- 島勝の海食洞門〔北牟婁郡紀北町島勝浦字天満〕 1978年2月7日指定
- 川島町のシデコブシ群落〔四日市市川島町字八ツ谷〕 1991年3月26日指定
- 勢津のフウラン群落〔松阪市勢津町〕 1991年3月26日指定
- 蓮のムシトリスミレ群落〔松阪市飯高町蓮〕 1993年3月8日指定
- 田光のシデコブシ及び湿地生物生息地〔三重郡菰野町大字田光字西北山〕 1996年3月7日指定
- 石大神〔鈴鹿市小社町字脇の山〕 1996年3月7日指定 ※椿大神社所有
- 地蔵大マツ〔鈴鹿市南玉垣町〕 1996年3月7日指定
- 霊山寺のオハツキイチョウ〔伊賀市下柘植〕 1996年3月7日指定
- 大淵寺のスダジイ〔多気郡大台町久豆〕 1998年3月17日指定
- 滝谷・檜原の川岸岩壁植物群落〔多気郡大台町滝谷、檜原〕 1999年3月17日指定
- 日神不動院のオハツキイチョウ〔津市美杉町太郎生日神〕 2000年3月17日指定
- 池ノ谷のモリアオガエル繁殖池〔多気郡大台町桧原字池ノ谷〕 2003年3月17日指定
- 神木のイヌマキ〔南牟婁郡御浜町大字神木字南岡〕 2003年3月17日指定

### 史跡及び名勝
- 専修寺庭園〔津市一身田町〕 1937年9月28日指定
- 蓑虫庵〔伊賀市上野西日南町〕 1938年1月19日指定

### 名勝及び天然記念物
- 楯ヶ崎〔熊野市甫母町字阿古崎〕 1937年8月20日指定

### 天然記念物及び名勝
- 大丹倉〔熊野市育生町赤倉字大仁倉〕 2003年3月17日指定